# Port Gibson (New York)
Port Gibson est une census-designated place du comté d'Ontario, dans l'État de New York, aux États-Unis,. En 2020, elle compte une population de 405 habitants.